# Terézia Mora
Dans le nom hongrois Mora Terézia, le nom de famille précède le prénom, mais cet article utilise l’ordre habituel en français Terézia Mora, où le prénom précède le nom.
Terézia Mora [ˈtɛreːziɒ ˈmorɒ], née le 5 février 1971 à Sopron en Hongrie, est une écrivain, scénariste et traductrice d'œuvres de langue hongroise en langue allemande. Terézia Mora a quitté la Hongrie et émigré en Allemagne, à Berlin, peu de temps après la chute du Rideau de fer.
Terézia Mora a reçu le Prix Ingeborg Bachmann en 1999, le Prix Franz Nabl en 2007, le Prix Adalbert-von-Chamisso en 2010, le Prix du livre allemand en 2013 et le Prix Georg-Büchner en 2018.
Elle est élue membre de l'Académie des arts de Berlin en 2008.

## Œuvres

### Prose
- Seltsame Materie (1999) (Étrange matière, éditeur L'Esprit des péninsules, 2002)
- Alle Tage (2004)
- Der einzige Mann auf dem Kontinent (2009)
- Das Ungeheuer (2013) (De rage et de douleur le monstre, Piranha éditions, 2015)
- Die Liebe unter Aliens (2016)

### Scénarios
- Die Wege des Wassers in Erzincan, film, 30 minutes (1998)
- Boomtown/Am Ende der Stadt, film, 30 minutes (1999)
- Das Alibi, film, 90 minutes (2000)

### Pièce de théâtre
- So was in der Art (2003)

### Pièce radiophonique
- Miss June Ruby (2006)

### Essai
- Über die Drastik, in: BELLA triste Nr. 16 (2006)

### Traductions
- Harmonia Caelestis, Péter Esterházy (2001)
- Minutennovellen, István Örkény (2002)
- Die letzte Fenstergiraffe, Péter Zilahy (2004)
- Meines Helden Platz, Lajos Parti Nagy (2005)
- Flucht der Prosa in Einführung in die schöne Bibliographie, Péter Esterházy (2006)